# Luiz Vicente Ribeiro Calicchio
Luiz Vicente Ribeiro Calicchio (Guaxupé, 13 de março de 1937) é um advogado e político brasileiro do estado de Minas Gerais.
Luiz Vicente foi deputado estadual de Minas Gerais por três legislaturas consecutivas, da 9ª à 11ª legislatura (1979 - 1999).

Luiz Vicente foi promotor de Justiça de 1961 a 1971. Foi professor na Faculdade de Direito de Uberaba. Foi professor e diretor da Faculdade de Filosofia, Ciência e Letras de Guaxupé. Foi promotor em Contagem (Minas Gerais) de 1990 a 1991, auditor geral do Estado de 1994 a 1998 e procurador de Justiça de 1998 a 2007. Atualmente é membro do Conselho de Ética Pública do Estado de Minas Gerais (Consep).Pertenceu ao Ministério Público do Estado de Minas Gerais, encerrando sua brilhante carreira como Procurador de Justiça.